# Поданін
Поданін (пол. Podanin, нім. Podanin) — село в Польщі, у гміні Ходзеж Ходзезького повіту Великопольського воєводства.
Населення — 563 особи (2011).
У 1975-1998 роках село належало до Пільського воєводства.

## Демографія
Демографічна структура станом на 31 березня 2011 року:
|          | Загалом | Допрацездатний вік | Працездатний вік | Постпрацездатний вік |
| -------- | ------- | ------------------ | ---------------- | -------------------- |
| Чоловіки | 292     | 56                 | 217              | 19                   |
| Жінки    | 271     | 50                 | 167              | 54                   |
| Разом    | 563     | 106                | 384              | 73                   |